# Ширман, Гарри Аронович
Га́рри Ши́рман (настоящее имя Ху́на Аро́нович Ши́рман; 4 ноября 1919 года, Кишинёв, Бессарабская губерния — 18 июля 2017 года, Бруклин, Нью-Йорк) — молдавский джазовый музыкант-мультиинструменталист (тенор-саксофонист, кларнетист и скрипач), эстрадный композитор и дирижёр.

## Биография
Хуна Аронович Ширман родился в Кишинёве в семье шорника Арона Абрамовича Ширмана (1877—?) и портнихи Ципы-Молки Ширман, младшим из четверых детей. Обучался игре на скрипке в Кишинёвском императорском музыкальном училище, в 1932—1936 годах учился в кишинёвской консерватории «Униря» по классу кларнета и скрипки (у М. Я. Пестера), одновременно играл в оркестрах гостиницы «Ambasador» (1934—1935) и театра «Alhambra» (1936).
В 1936 году переехал с родителями и сёстрами в Бухарест, работал скрипачом в оркестре Петра Лещенко в ресторане «Bulevard» и других свинговых коллективах, в 1936 году — в ресторане «Casino» на горном курорте Синая. В 1937—1939 годах выступал в ресторане «Vulturul Negru» (он же Schwarzer Adler — Чёрный орёл) в Черновицах (где уже работал солистом муж сестры Ширмана — будущий солист Молдгосджаза Рувин Капланский, 1911—1966), затем вновь в Бухаресте — в ресторанах «Pelican» и «Colorado» (1939—1940). После присоединения Бессарабии к СССР вернулся в Кишинёв, где вместе с Шико Арановым работал в организованном Рувином Капланским оркестре кинотеатра «Орфеум», выступая перед сеансами и в сопровождении немого кино.
В годы Великой Отечественной войны был эвакуирован с семьёй в Коканд, затем выступал на фронтах в составе оркестра молдавской эстрадной музыки под управлением Шико Аранова (образованного на основе ансамбля кинотеатра «Орфеум» и расформированного после войны). После расформирования Молдгосджаза в 1948 году поступил в Кишинёвскую государственную консерваторию по классу скрипки профессора И. Л. Дайлиса, был скрипачом Молдавского государственного симфонического оркестра под управлением Б. С. Милютина. После окончания консерватории (1953) на протяжении трёх лет руководил студенческим симфоническим оркестром, а также эстрадным оркестром (эстрадный оркестр под управлением Гарри Ширмана) и вместе с Шико Арановым выступал в составе оркестра кинотеатра «Родина» (впоследствии «Патрия»).
С 1956 по 1964 год был музыкальным руководителем вновь восстановленного Молдгосджаза (Молдавский государственный джазовый оркестр под управлением Шико Аранова, впоследствии — эстрадный оркестр «Букурия»), для которого написал и аранжировал ряд композиций (в 1962—1964 годах также возглавлял оркестр). С 1964 года — солист эстрадно-симфонического оркестра радиокомитета Молдавии под руководством Шико Аранова. После расформирования коллектива продолжил авторское сотрудничество с вокалистами оркестра Рувимом (Рудольфом) Капланским и Израилем Бикваном. С 1966 года был руководителем эстрадного оркестра Кишинёвского политехнического института и одновременно оркестра (биг-бэнд) при Кишинёвском автодорожном техникуме. С 1991 года — в Бруклине (США).

## Семья
- Жена — Раиса Ширман.
  - Сын — Симон Ширман, джазовый музыкант.
- Сестра — пианистка Софья Ароновна Капланская-Ширман (1911—?), была замужем за вокалистом джаз-оркестра Рудольфом (Рувеном) Ильичём Капланским (1911—1966).[7]
- Племянница (дочь сестры Г. А. Ширмана — пианистки джаз-оркестра п/у Шико Аранова Бети Ароновны Ширман, жены клоуна Романа Семёновича Ширмана из известной цирковой династии братьев Ширман) — Екатерина Романовна Ширман, исполнительный директор Международного благотворительного фонда Владимира Спивакова[8].